# سفينة إيجوز
 'ايجوز' ((بالعبرية: אֱגוֹז)، حرفيا: «الجوز»، في الأصل: «الحوت») كان اسم السفينة التي تحمل المهاجرين اليهود من المغرب إلى إسرائيل، في الوقت الذي كانت فيه هجرة اليهود المغاربة إلى إسرائيل غير قانونية. وعملت السفينة تحت غطاء، واكتسبت بعد غرقها في الرحلة الثالثة عشرة، مما أدى إلى خسارة فادحة في الأرواح.
وقد استأجرت السفينة في عام 1960 من قبل الموساد وحملت على متن كل رحلاتها ما بين 40-50 من اليهود المهربين من المغرب إلى جبل طارق حيث انهم سيواصلون من هناك طريقهم إلى إسرائيل.
في 10 يناير 1961، أبحرت ايجوز من ميناء الحسيمة (في رحلتها الثالثة عشرة) مع 44 من المهاجرين اليهود على متنها. غرق جميع المهاجرين، جنبا إلى جنب مع عامل الإذاعة الإسرائيلية، وأحد أعضاء طاقم السفينة الإسبانية. تم انقاذ ثلاثة اخرين من افراد الطاقم، جميع الإسبان. تم انتشال 22 جثة وضاعت بقية الجثث في البحر.
بعد وقوع الحادث، تم التوصل إلى اتفاق، من خلال وساطة رابطة غوث المهاجرين العبرانيين (بالعبرية مجتمع مهاجرين المعونة)، وهي منظمة يهودية أمريكية، وتم فرض عقوبات على رحيل اليهود من المغرب في ظل ظروف معينة - بما في ذلك دفع رسوم فدية، والالتزام بإتخاذ طريق المرور عبر بلد ثالث. وبحلول عام 1964، غادر مايقدر ب 80,000 من اليهود المغاربة في المغرب في مايعرف 'بعملية Yachin' - في إطار هذا الاتفاق، ومعظمهم وصل إلى إسرائيل.
في كانون الأول 1992، الملك الحسن الثاني من المغرب سمح باستعادة الرفات من السفينة ايجوز خيث أعيد دفنها في جبل. هرتسل في القدس.
على الرغم من أن السفينة كانت قد غرقت بعد قيام دولة إسرائيل، فإنه يشار إلى ضحايا الكارثة إلى «Ma'apilim ايجوز» (باستخدام المصطلح العبري للمهاجرين غير الشرعيين في سنوات ما قبل الدولة). تم تعيين التاريخ العبري لهذا الحدث، 23 تفيت، كاليوم الرسمي للاحتفال بخسائر السفينة وإرث هجرة يهود شمال أفريقيا.
قبل غرقها، كانت ايجوز قد نقلت 334 يهوديا من أصل مغربي في غضون فترة ثلاثة أشهر.

## التعويض للضحايا «ايجوز» مأساة

### الجهود الرامية إلى إعادة الرفات إلى إسرائيل
بين السنوات 1983-1992، كان سام بن شطريت، رئيس الاتحاد العالمي للجالية اليهودية المغربية الممثل المعين من العائلات الثكلى.جعلت الحكومة الإسرائيلية، عشرات من المهمات السرية لبلدان المغرب وغيرها، من أجل إقناع ملك المغرب وحكومة المغرب للسماح بنقل رفات الضحايا لدفنها في إسرائيل. في يوليو عام 1983، استجاب الملك الحسن الثاني من حيث المبدأ وافق على هذا الطلب، لكن بالنظر إلى حساسية هذه القضية في النزاع العربي / الفلسطيني ومن شأن التنفيذ انه يجب أن يتأخر حتى الوقت المناسب. جرت محاولات أخرى للضغط على الملك الحسن الثاني، بما في ذلك الاستعدادات لتنفيذ العملية التي ألغيت في آخر لحظة. وكان هذا بسبب الحوادث والحروب بين إسرائيل وجيرانها، أو الأحداث والصراعات في العالم العربي
وقعت إحدى هذه الحوادث في عام 1986، بين بن شطريت، جنبا إلى جنب مع ممثلين اثنين من وزارة الدفاع، كان في اجتماعات في القصر الملكي في الرباط لمدة 27 يوما. وقد أنجزت كل الاتفاقات مع السلطات المغربية واللجنة الوزارية للرموز ولطقوس برئاسة الوزير اسحق نافون، لمناقشة برنامج إسترداد الرفات والموافقة عليه. أمرت العائلات الثكلى بالحفاظ على جميع تفاصيل العملية بسرية تامة. ومع ذلك، تم إحباط العملية بسبب اضطرابات في الاحتفال بتدشين ساحة حركة المرور في عسقلان على شرف والد الملك الحسن، الملك محمد الخامس.وترأس هذا الحدث أكثر من رئيس وزراء شيمون بيريز ووفد من زعماء الجالية اليهودية وشخصيات وصلت من المغرب. وكانت أصداء سلبية أبرزتها الصحافة العالمية. المتظاهرين في كاهانا عطلت حركة الحفل وحرضت السكان المحليين على العنف، وجرى رجم الحشد في الساحة وتدنيس علامة تكريم الملك. وكان هذا التخريب انتقاما لمقتل اثنين من اليهود من عسقلان في غزة قبل يومين من الحفل. تم إهانة الملك بأن تم تدنيس والده وألغيت العملية على الفور. في اليوم التالي، توجه شيمون بيريز، الذي كان في باريس في زيارة رسمية، واجتمع مع رئيس الوزراء جاك رينيه شيراك. الذي حاول تهدئة المناخ لكنه لم ينجح. تم استعادة شرف الملك الحسن الثاني عندما منح بن شطريت له ميثاق الاعتراف بعنوان «تحية إلى الملك محمد الخامس لعمله نيابة عن اليهود المغاربة في الحرب العالمية الثانية» وقدم الميثاق بمناسبة عيد ميلاد الملك 58 له في القصر الملكي في الدار البيضاء في 10 يوليو 1987، في حضور قادة الجالية اليهودية المغربية. تم التوقيع على الميثاق بنسبة 71 من الأفراد -الذي يعكس عدد من سنهدرين. بين الموقعين كان رئيس الكنيست والوزراء والحاخامات وأعضاء الكنيست ورؤساء البلديات ورؤساء المنظمات والمثقفين.
لزيادة الضغوط على الملك، ناشد بن شطريت إلى شخصيات مختلفة من إسرائيل وحول العالم، بما في ذلك الأمم المتحدة الأمين خافيير بيريز دي كويلار، رئيس الوزراء الفرنسي جاك شيراك رينيه، وزيرة الخارجية الأمريكية، هنري كيسنجر، وزير الثقافة السابق في فرنسا موريس درون، الذي كان معلمه من الملك، أرملة غاستون دي بيير، العمدة السابق لمدينة مرسيليا، رئيس الصليب الأحمر الدولي في جنيف، إدغار برونفمان، رئيس الكونغرس اليهودي العالمي، وزير يوسي سريد، القادة الفلسطينيين، بما في ذلك رئيس تحرير صحيفة «آل - الفجر» في القدس الشرقية، حنا سنيورة، والسيدة ليليان شالوم من الولايات المتحدة الأمريكية، وهو حاصل على وسام من الأسرة المالكة المغربية، ومن قادة المجتمع من المغرب في: فرنسا، سويسرا، كندا، الولايات المتحدة، إسبانيا، فنزويلا والبرازيل. هذه التدخلات ربما كانت أكثر وزنا وتأثيرا في في قرار جلالة الملك.
وافق ملك المغرب لطلبات رؤساء الوزراء السابقين شيمون بيريز واسحق شامير بعد أن قدم بن شطريت طلبا آخر من قبل اسحق رابين في سبتمبر 1992. في رسالة رابين إلى الحسن الثاني الذي شدد على أن هذا هو طلب، نيابة عن العائلات الثكلى، التي كانت بدوافع دينية وإنسانية وستساهم أيضا في دعم عملية السلام التي وضعت في الشرق الأوسط.

### عملية أييلت هاشاحار
في عام 1992، الملك الحسن الثاني ملك المغرب أجاز عملية إسترداد بقايا الرفات من سفينة «ايجوز»، وتعيين موعد 29 نوفمبر 1992 لذلك. في عملية سرية تسمى «أييلت هاشاحار» وتم نقل الرفات إلى إسرائيل للدفن.
وبينما كانت الطائرة تهبط في إسرائيل مع ما تبقى من المهاجرين غير الشرعيين، تسارعت الشبكات الرئيسية وعناوين الصحف في كتابة
أخبار إلكترونية للإبلاغ عن القصة المأساوية للسفينة «ايجوز».

### دفن الرفات في جبل هرتسل الوطني في القدس
أجرى الجيش الإسرائيلي، والحاخامية العسكرية ومركز معلومات مراسم وطنية للمقابر من بقايا وفقا لخطة موجودة من قبل. حضر رئيس الجمهورية ورئيس الوزراء ووزرائه، وكبار حاخامات إسرائيل، قضاة من المحكمة العليا، وفدا من كبار الشخصيات من المغرب وعدد كبير من الإسرائيليين الخدمات التذكارية والجنازة في جبل هرتسل. في الكنيست عقد اجتماع خاص الذي افتتح بكلمات دافئة عن الامتنان للملك الحسن من قبل رئيس الوزراء.
المهاجرين على متن «ايجوز» وضعوا أخيرا للرقد في راحة وسلام في مهجع خاص للمهاجرين على جبل هرتزل في القدس.

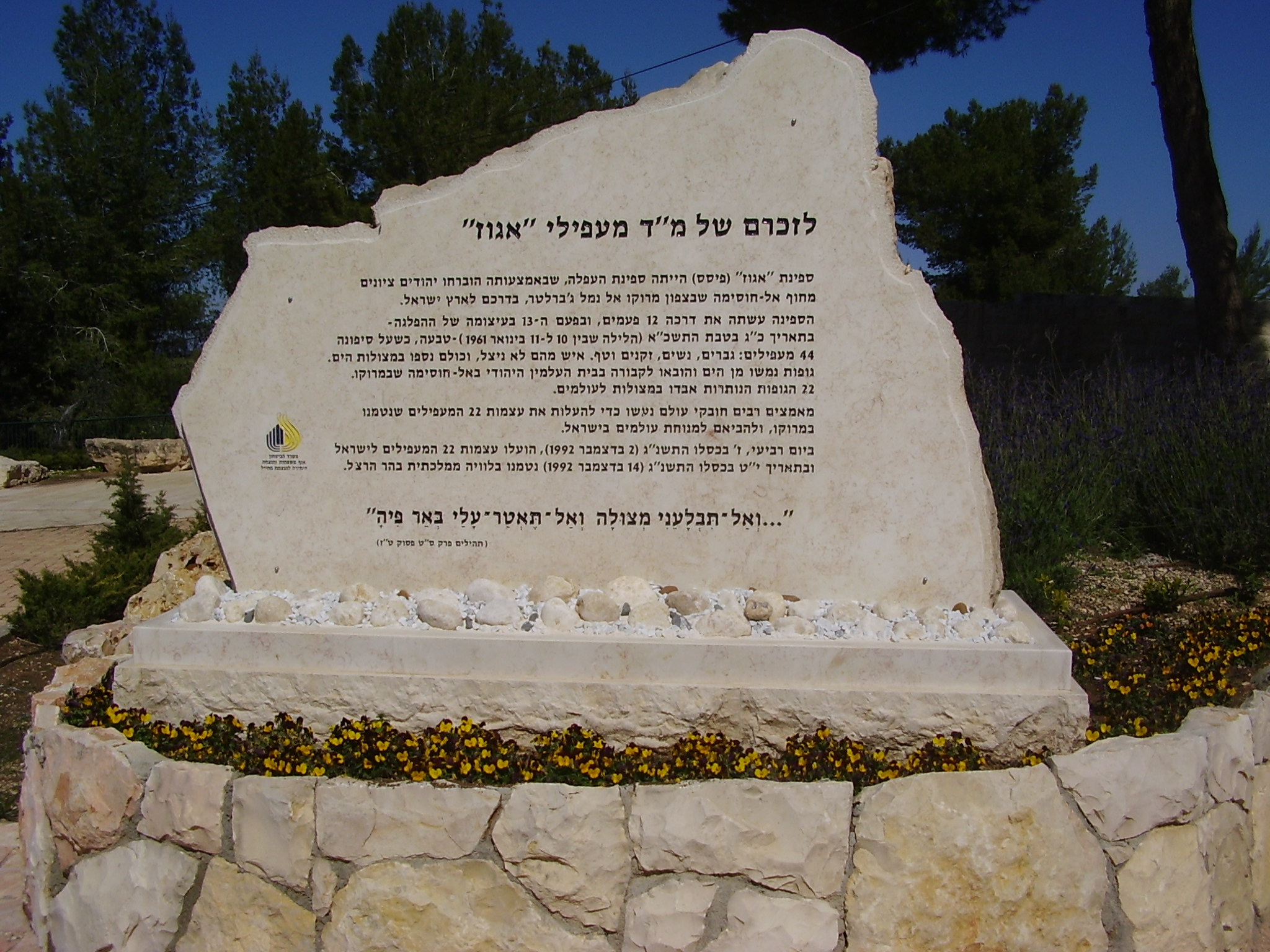
The Egoz memorial in Mt. Herzl, Israel

## الروابط الخارجية
- This Week in Haaretz: 1961 / The Egoz sinks, killing Moroccan Jewish immigrants to Israel
- The Ship Egoz - State Medal
- Fifty years since the Egoz disaster